# Đoan Hùng (thị trấn)
Đoan Hùng là thị trấn huyện lỵ của huyện Đoan Hùng, tỉnh Phú Thọ, Việt Nam.

## Địa lý
Thị trấn Đoan Hùng nằm ở trung tâm huyện Đoan Hùng, có vị trí địa lý:
- Phía đông giáp xã Hợp Nhất với ranh giới là sông Lô
- Phía tây giáp xã Ngọc Quan và xã Phú Lâm
- Phía nam giáp xã Sóc Đăng
- Phía bắc giáp xã Vân Du và xã Chí Đám với ranh giới là sông Chảy.

Thị trấn có diện tích 5,13 km², dân số năm 2019 là 7.165 người, mật độ dân số đạt 1.397 người/km².

## Lịch sử
Thị trấn Đoan Hùng được thành lập vào ngày 14 tháng 10 năm 1994 trên cơ sở toàn bộ diện tích, dân số của xã Thọ Sơn cũ và một phần diện tích, dân số của các xã Ngọc Quan, Sóc Đăng.

## Hình ảnh

Một số hình ảnh thị trấn Đoan Hùng
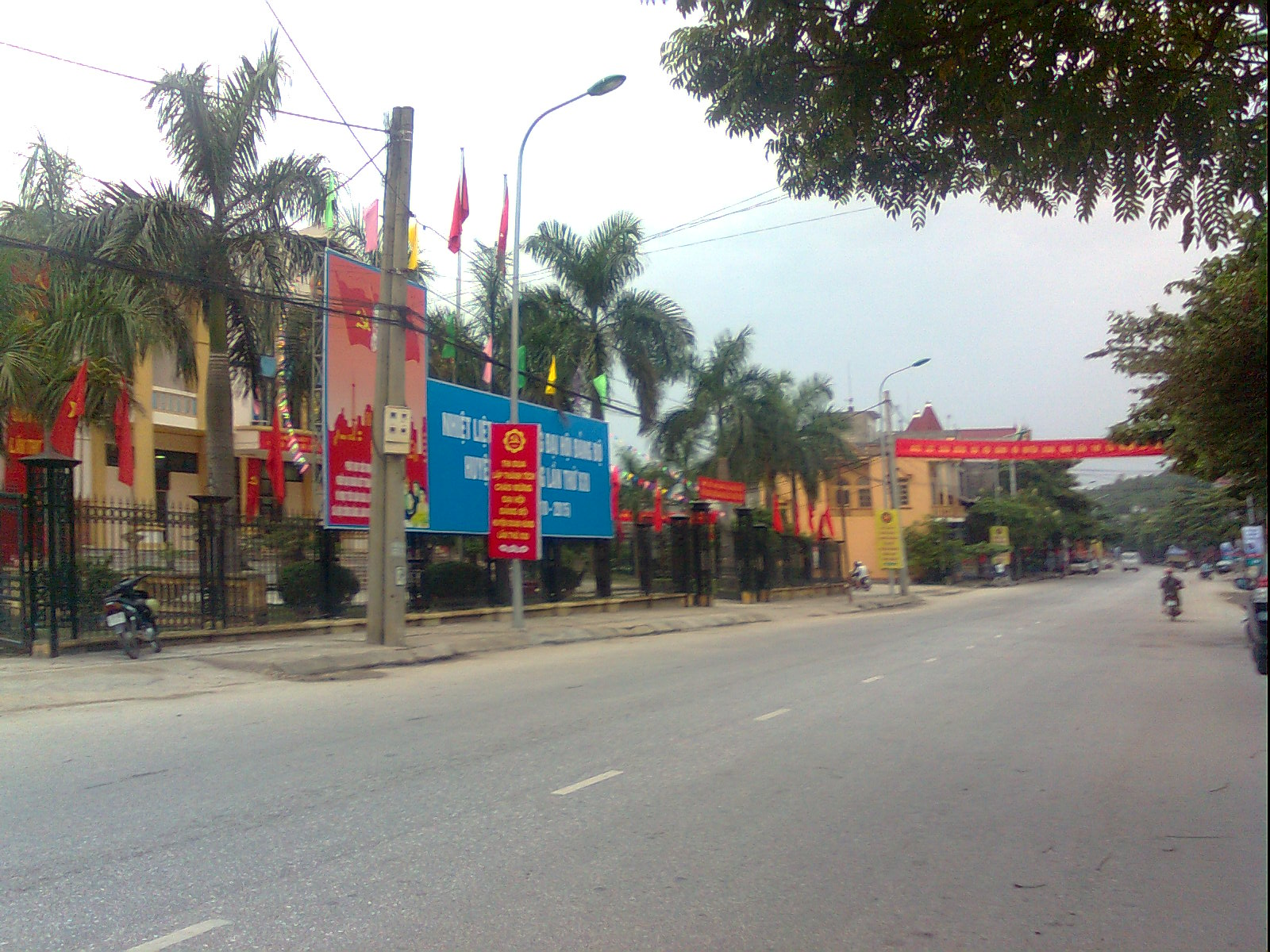
Đường phố tại thị trấn Đoan Hùng
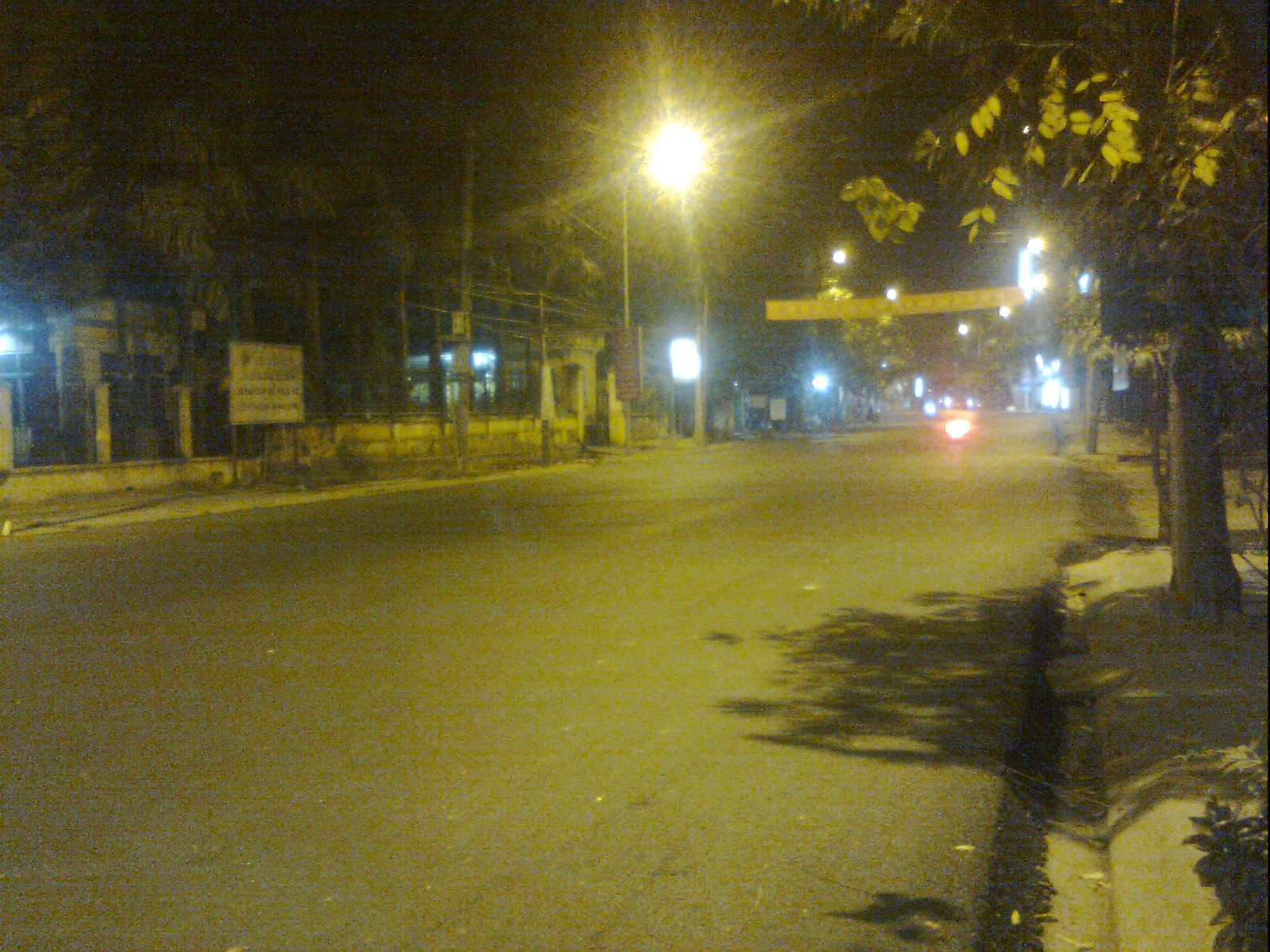
Đường phố tại thị trấn Đoan Hùng về đêm
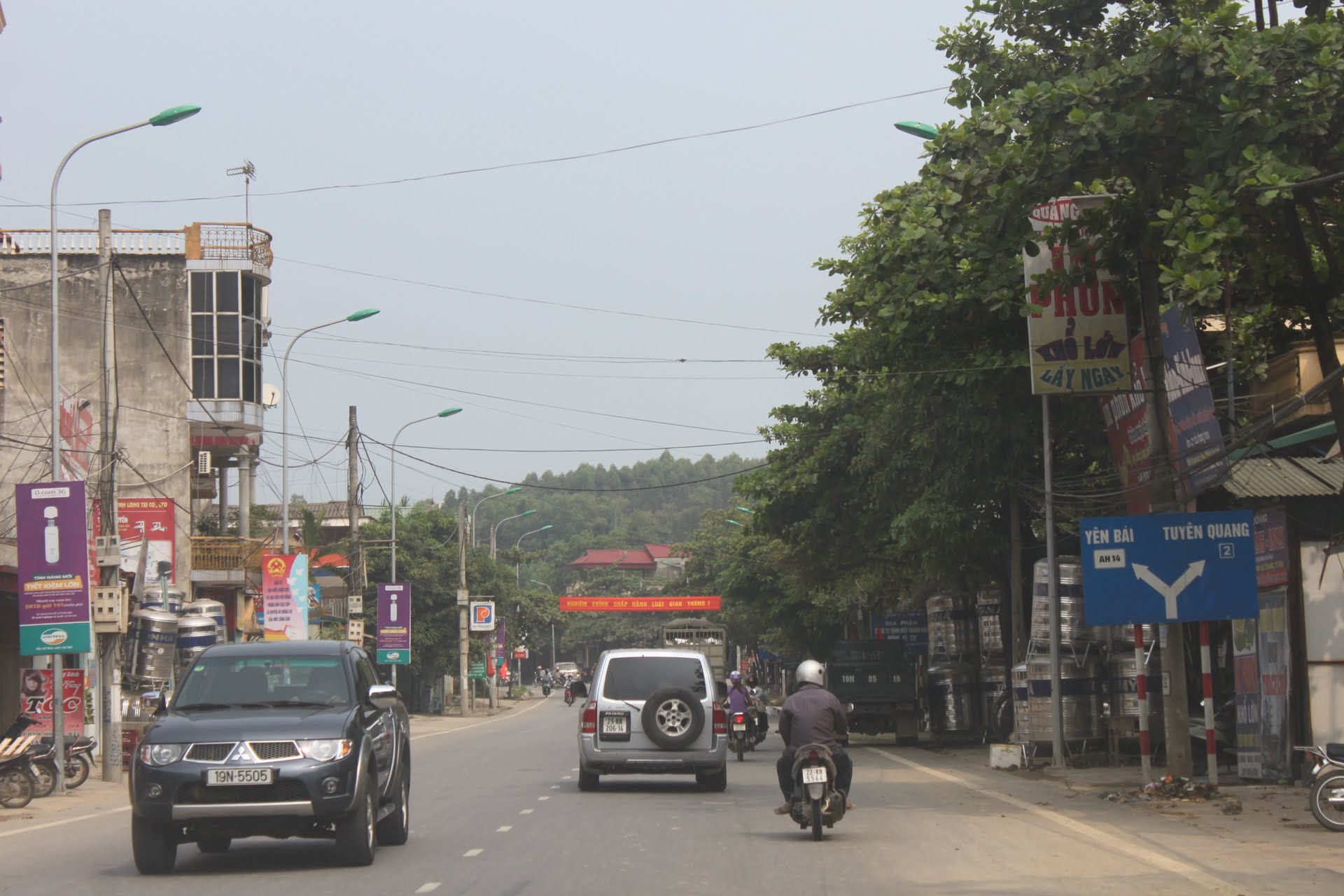
Đường phố tại thị trấn Đoan Hùng
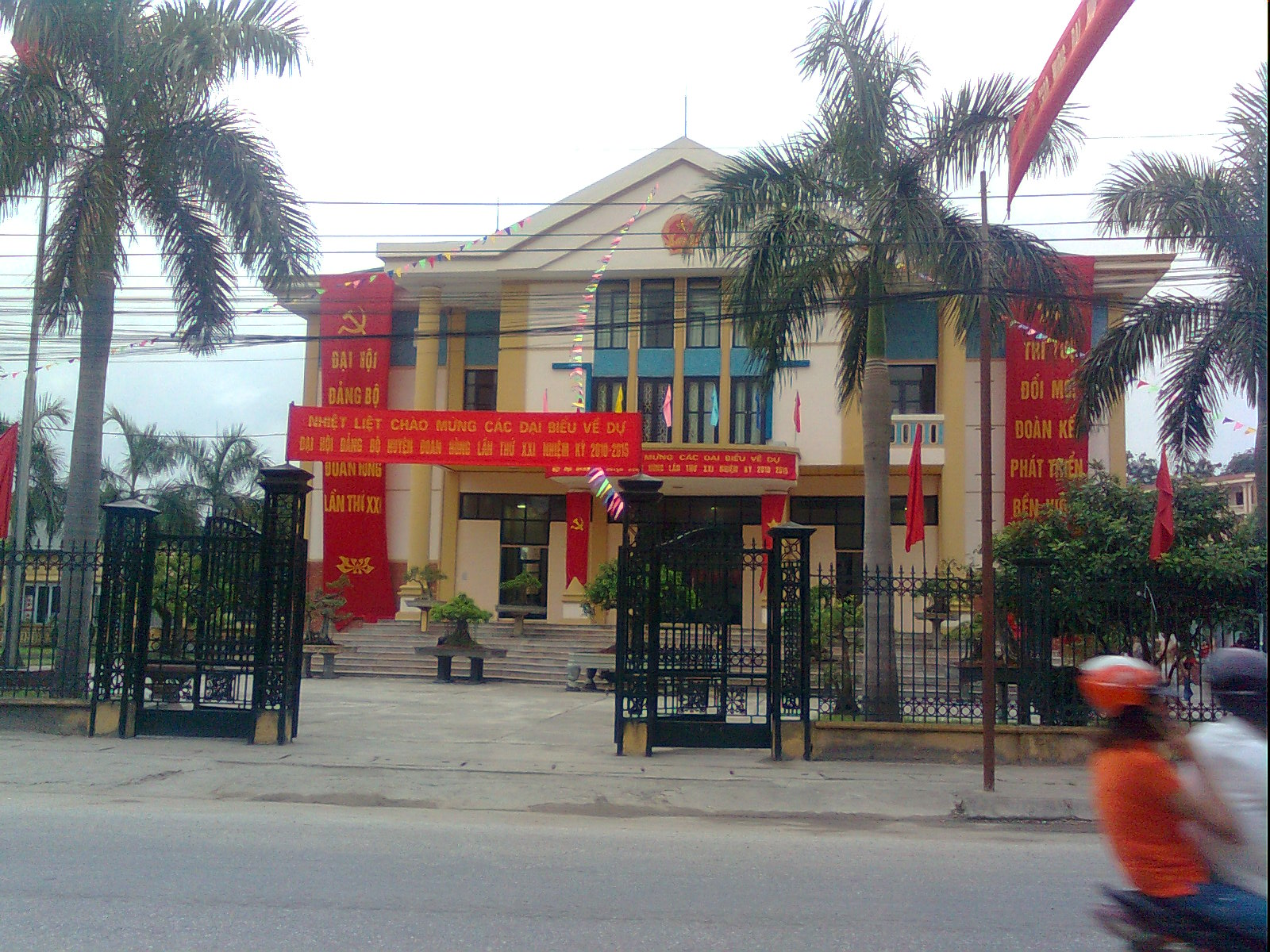
Trung tâm hội nghị
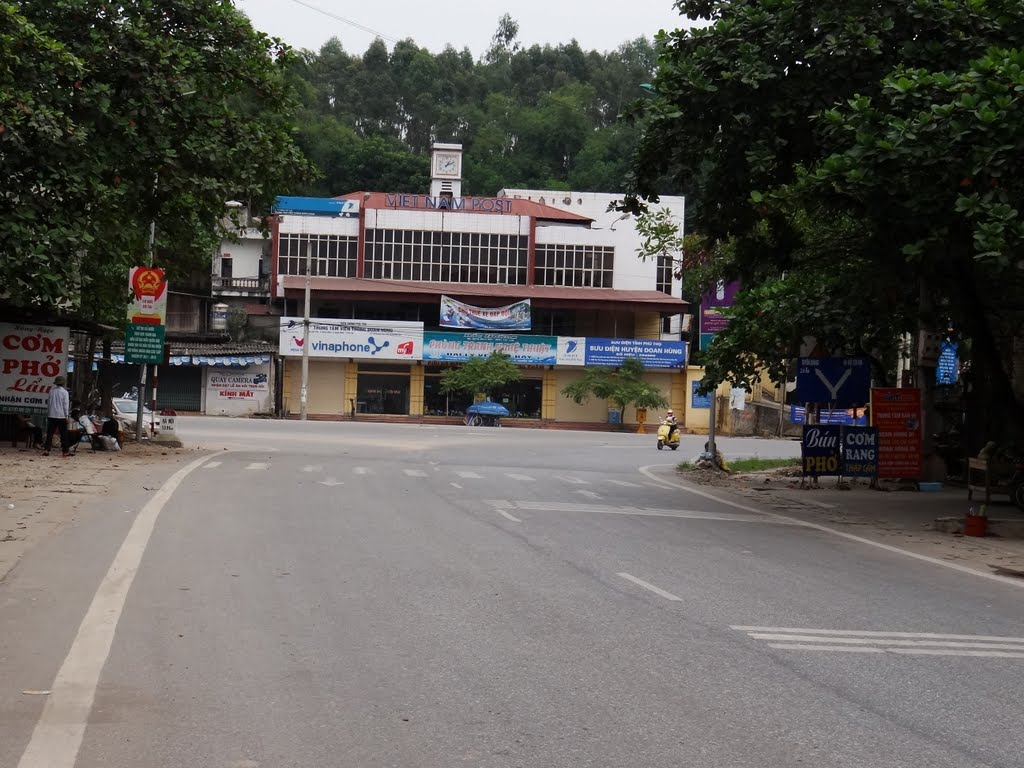
Bưu điện thị trấn Đoan Hùng
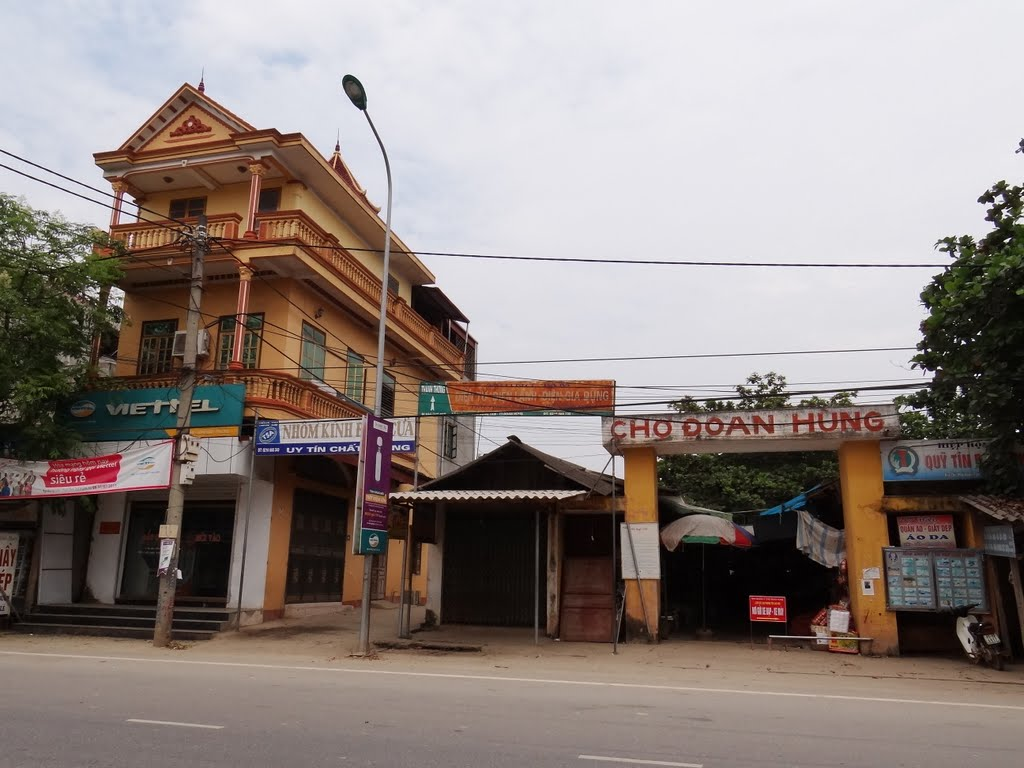
Chợ Đoan Hùng
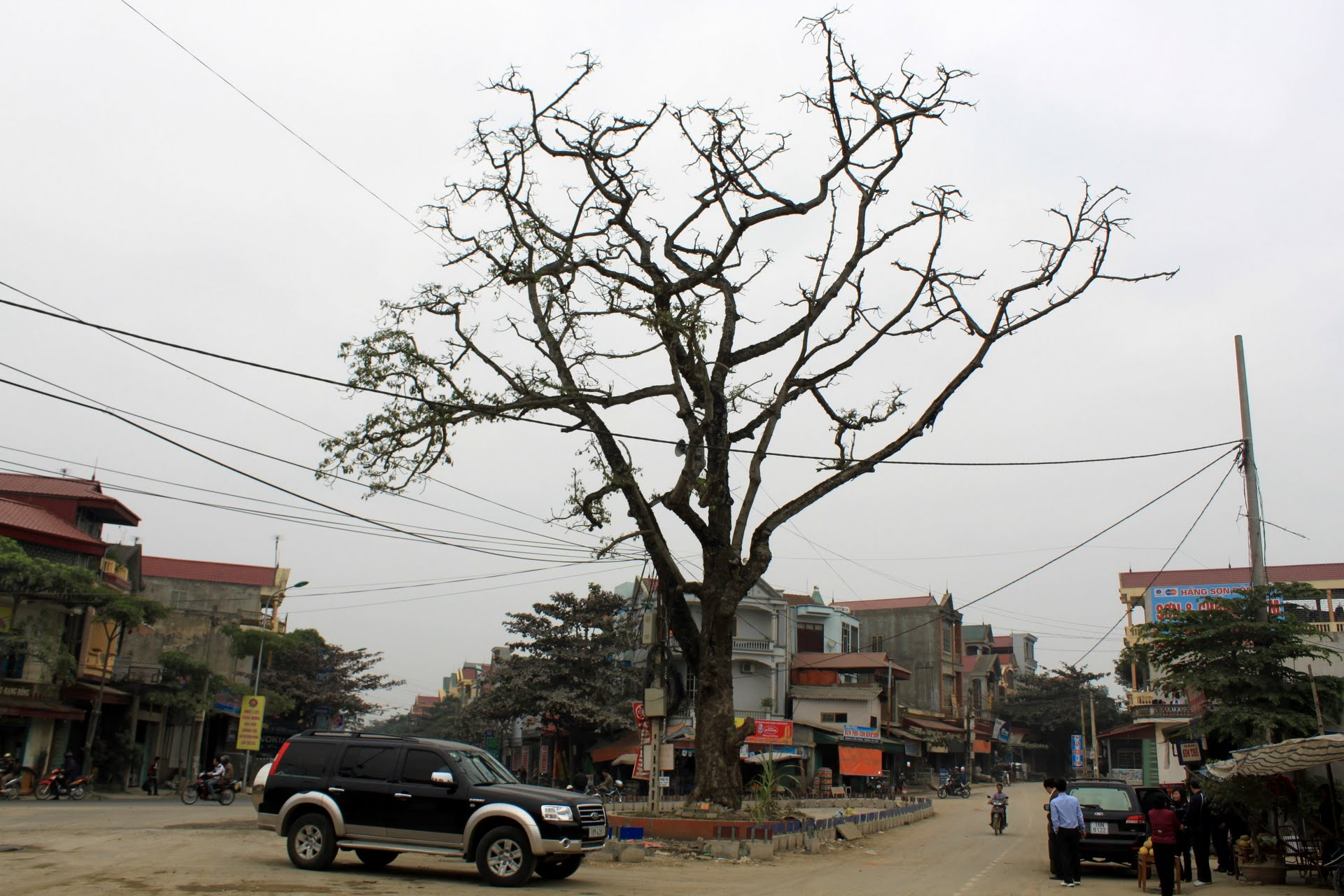
Gốc gạo ở thị trấn Đoan Hùng
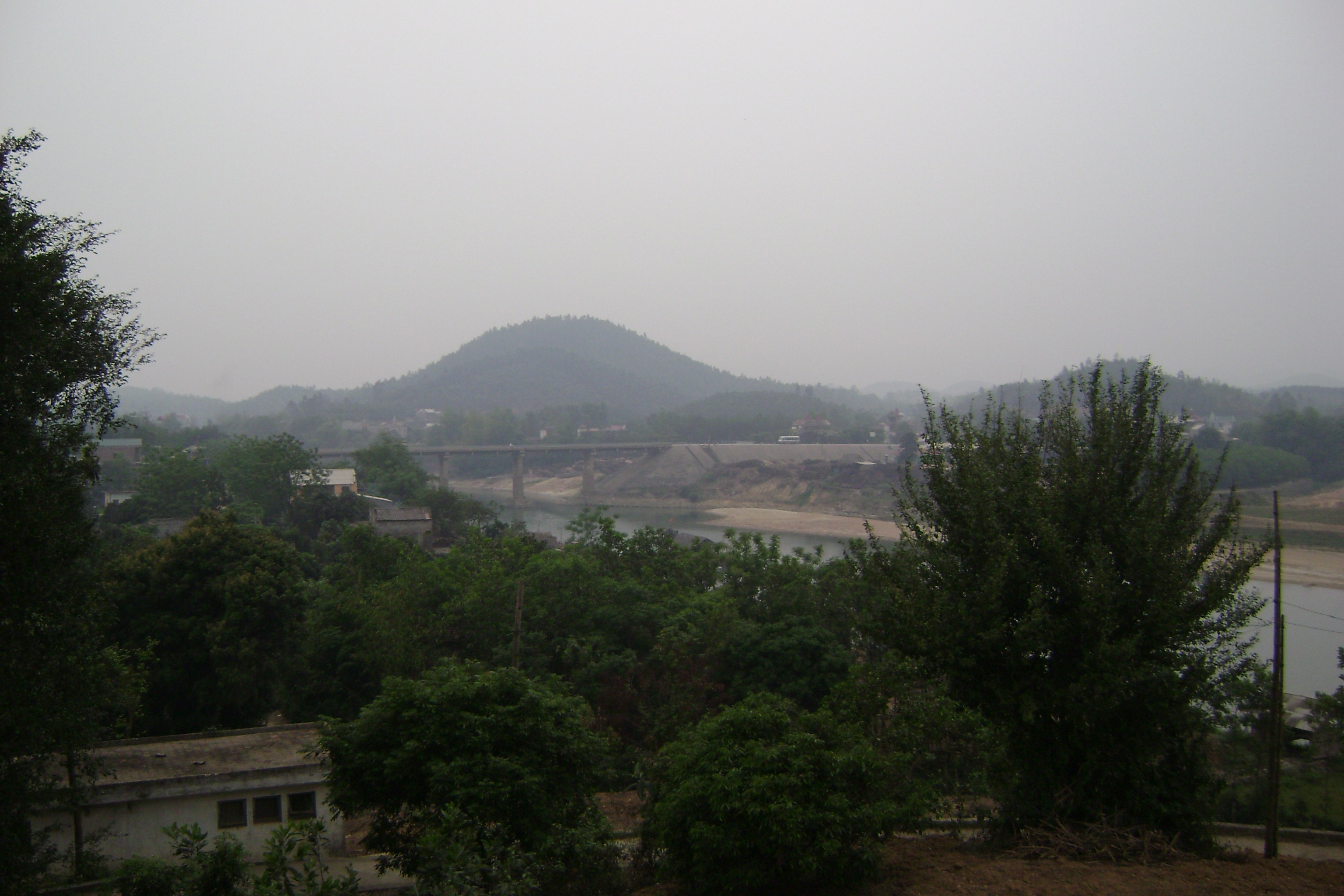
Cầu Đoan Hùng